# Pascual de Aragón-Córdoba-Cardona y Fernández de Córdoba
Pascual de Aragón-Córdoba-Cardona y Fernández de Córdoba (né en 1626 à Mataró en Catalogne, Espagne et mort le 28 septembre 1677 à Madrid) est un cardinal espagnol. Il appartient à une famille illustre, liée à la famille royale espagnole. Il est le frère du cardinal Antonio de Aragón-Córdoba-Cardona y Fernández de Córdoba (1647).

## Biographie
Aragón est professeur à l'université de Tolède, chevalier de l'ordre d'Alcántara, chapelain principal de Tolède, archidiacre de Castro à Cordoue et professeur à l'Instituta at Colegio de Santa Catalina de Toledo. En 1664-1666 il est vice-roi de Naples et en 1666 il est promu archevêque de Tolède.
Le pape Alexandre VII le crée cardinal lors du consistoire du 5 avril 1660. Il ne participe pas au conclave de 1667 (élection de Clément IX), ni à celui de 1669-1670 (élection de Clément X) ou à celui de 1676 (élection d'Innocent XI). Le cardinal de Aragón est nommé membre du conseil de régence pendant la minorité de Charles II en 1675, mais y résigne pour rentrer à Tolède.

## Sources
- Fiche du cardinal sur le site fiu.edu